# Stara Synagoga w Ostródzie
Stara Synagoga w Ostródzie – pierwsza synagoga ostródzka, znajdująca się przy obecnej ulicy Pułaskiego.
Synagoga została zbudowana w 1835 roku. Została zamknięta w 1893 roku, kiedy to otwarto nową synagogę przy dawnej Gartenstrasse.